# Толстая, Анисья Кирилловна
Анисья Кирилловна Толстая (?—1732) — придворная дама (гоф-девица) Екатерины I.
По некоторым указаниям, недолгое время была любовницей Петра Великого, эти упоминания в популярной литературе, скорее всего, ошибочны, так как в других местах она называется его теткой — возможно, она была сестрой царицы Натальи Кирилловны Нарышкиной, хотя в родословиях Нарышкиных упоминаются только братья.
Жила при дворе царевны Натальи с сестрами Арсеньевыми и сестрами Меншикова, по указанию царя состояла при мариенбургской пленнице, будущей Екатерине I (впоследствии стала её камердевицей), в первые годы, по выражению Н. И. Костомарова, была чем-то вроде «надзирательницы Петровой любовницы», носила прозвание «тётка (несмышлёная)». Сопровождала царицу в поездке за границу в 1717 году.
Пользовалась влиянием на царя, именно к ней, наряду с Екатериной, писал царевич Алексей, прося о заступничестве, что косвенно подтверждает родственную связь:
Катерина Алексеевна и Анисья Кирилловна, здравствуйте! Прошу вас, пожалуйте, осведомясь, отпишите, за что на меня есть государя батюшки гнев: понеже изволит писать, что я, оставя дело, хожу за бездельем, отчего ныне я в великом сумнении и печали.
Находясь вместе с царицей в Амстердаме, просила Меншикова выделить работников для восстановления собственного её дома.

## В культуре
- Упоминается в романе А. Толстого «Пётр Первый»